# 花ノ国明宏
花ノ国 明宏（はなのくに あきひろ、1959年10月15日 - ）は、大阪府藤井寺市出身で放駒部屋（入門時は花籠部屋）に所属した元大相撲力士。本名は野口 明宏（のぐち あきひろ）。最高位は東前頭筆頭（1989年11月場所）。身長185cm、体重148kg。血液型はB型。得意手は右四つ、寄り、上手投げ。

## 来歴
相撲好きの父親から幼少期より鍛えられた。藤井寺市立道明寺中学校卒業時の、1975年（昭和50年）3月場所花籠部屋から初土俵を踏む。輪島が横綱時代後半に差し掛かったあたりから十両昇進まで付け人を務めていた。重い腰を生かした典型的な四つ相撲で、右四つからの正攻法の攻めで番付を上げていった。
1983年（昭和58年）5月場所新十両。この場所は大きく負け越し幕下に落ちる。再三十両に上がるものの定着せず、十両時代の1985年（昭和60年）に当時の師匠（元横綱・輪島）の不祥事（いわゆる花籠事件）で放駒部屋へ移籍。幕下に落ち、西筆頭の1986年（昭和61年）1月場所で勝ち越すが、幕下に留め置かれ、翌3月場所は再十両を目指したが、1勝6敗と大きく負け越した。場所後、地元の藤井寺市に呼ばれ、市民が激励会を開いた。市民は「苦しい時に応援するのが本当の後援会じゃないかと」開き、このことが大きな励みになった。さらに四股名の「花乃国」の「乃」を「ノ」に変えてからはめきめきと力を付け、ご当所の1988年（昭和63年）3月場所で新入幕を果たした。三役には届かなかったが幕内中-上位で健闘。同年9月場所では13日目を終わって2敗と優勝争いに絡む活躍、最終的に11勝4敗の好成績で敢闘賞を受賞、1989年（平成元年）9月場所では横綱北勝海を破る金星を挙げた。また不調時ではあったが小錦と相性が良く、1988年と1989年に限れば3勝4敗とほぼ互角の星を残している。しかし小錦が復調して以降は勝てなかった。
その一方で、1990年（平成2年）3月場所の7日目に、「昭和の大横綱」と言われた千代の富士の通算1000勝目の対戦相手として、相撲界の歴史に名を残すこととなった（決まり手は「掬い投げ」）。千代の富士は1月場所千秋楽で通算994勝を挙げ、次の3月場所中での1000勝の大台に達することは確実とされた。しかも、土付かずで達成すると見られ、6日目がその日とされた。6日目の千代の富士の対戦相手は関脇霧島で、この日、千代の富士は霧島に吊り出しで敗れ、1000勝達成は翌日以降に持ち越しとなった。翌7日目の対戦相手は花ノ国で千代の富士に敗れ、千代の富士は前人未到の通算1000勝を達成した。当の花ノ国は千代の富士戦の敗戦後、記者陣に対して「これで自分の名前が歴史に残るのは、ついてないですよ。プロ野球で言うなら、まるで王貞治（巨人）に本塁打世界記録の756号を打たれた鈴木康二朗投手（ヤクルト）みたいじゃないですか」と、大好きなプロ野球に例えて苦笑混じりに嘆いていたという。また、大鵬を超えた46連勝の時の相手も花ノ国である。やくみつるも同様に「おちゃんこクラブ」（『VANVAN相撲界』連載、現在休刊。）で上記の鈴木康二朗に準えて花ノ国に「千代の富士に1000勝を達成した際の対戦相手」として「一代年寄」の名跡を送り、栄誉を讃えると皮肉たっぷりにネタにしているが、結果的に「親方」ではなく、「若者頭」として現役名で日本相撲協会に残る事になった。 
力士生活の晩年は肘の故障などにより、幕内と十両の往復を繰り返した後に幕下へ陥落、1994年（平成6年）9月場所後に引退。若者頭に転向した。実績は充分であったが、年寄株襲名は希望していなかった。2024年（令和6年）9月場所後に65歳の誕生日を迎えて停年（定年）退職した。

## エピソード
- 2ちゃんねるには「史上最強の若者頭☆花ノ国☆」というスレッドまであり、スポーツ新聞の記事でも話題になった[2]。
- 2016年に千代の富士の通算1000勝目の相手として対戦したことについてのスポーツ新聞の記事が掲載された。記事が載る前、花ノ国は「俺のことなんてもういいよ」と遠慮がちだったが、実際に掲載されると「記事、ちっちゃいな～」と日刊スポーツ新聞社へ連絡した[2]。
- 花籠事件以降角界から除名同然の扱いを受けていた輪島を変わらず慕っていたという。
- 現役時代の稽古では80kgのダンベルカールをこなしていた。

## 主な成績・記録
- 通算成績：605勝593敗21休 勝率.505
- 幕内成績：159勝189敗12休 勝率.457
- 現役在位：117場所
- 幕内在位：24場所
- 三賞：1回
  - 敢闘賞：1回（1988年9月場所）
- 金星：1個（北勝海1個）
- 各段優勝：幕下優勝：1回（1985年3月場所）
- 対横綱戦：1勝20敗（北勝海1勝）
- 対大関戦：4勝26敗（小錦3勝、朝潮1勝）

### 場所別成績
| | 一月場所 初場所（東京） | 三月場所 春場所（大阪） | 五月場所 夏場所（東京） | 七月場所 名古屋場所（愛知） | 九月場所 秋場所（東京） | 十一月場所 九州場所（福岡） |
| --- | ----------------------- | ----------------------- | ----------------------- | --------------------------- | ----------------------- | --------------------------- |
| 1975年 （昭和50年） | x                       | （前相撲）              | 東序ノ口4枚目 4–3       | 東序二段89枚目 2–5          | 西序二段109枚目 5–2     | 西序二段70枚目 5–2          |
| 1976年 （昭和51年） | 西序二段42枚目 2–5      | 西序二段64枚目 2–5      | 西序二段81枚目 5–2      | 東序二段37枚目 3–4          | 西序二段54枚目 6–1      | 東三段目85枚目 3–2–2        |
| 1977年 （昭和52年） | 東序二段10枚目 2–5      | 西序二段34枚目 5–2      | 東三段目80枚目 2–5      | 東序二段13枚目 5–2          | 西三段目75枚目 4–3      | 東三段目59枚目 3–4          |
| 1978年 （昭和53年） | 西三段目69枚目 5–2      | 東三段目38枚目 5–2      | 西三段目4枚目 5–2       | 東幕下46枚目 4–3            | 東幕下36枚目 4–3        | 東幕下29枚目 4–3            |
| 1979年 （昭和54年） | 西幕下22枚目 3–4        | 西幕下29枚目 2–5        | 西幕下52枚目 4–3        | 東幕下44枚目 5–2            | 東幕下24枚目 4–3        | 東幕下18枚目 3–4            |
| 1980年 （昭和55年） | 東幕下28枚目 5–2        | 東幕下18枚目 4–3        | 東幕下13枚目 4–3        | 東幕下9枚目 2–5             | 西幕下23枚目 3–4        | 西幕下32枚目 4–3            |
| 1981年 （昭和56年） | 東幕下9枚目 2–5         | 西幕下23枚目 3–4        | 西幕下32枚目 4–3        | 東幕下9枚目 2–5             | 西幕下23枚目 3–4        | 西幕下32枚目 4–3            |
| 1982年 （昭和57年） | 西幕下35枚目 2–5        | 東幕下54枚目 5–2        | 西幕下35枚目 4–3        | 東幕下28枚目 5–2            | 東幕下15枚目 5–2        | 西幕下9枚目 5–2             |
| 1983年 （昭和58年） | 西幕下2枚目 4–3         | 西幕下筆頭 5–2          | 西十両12枚目 4–11       | 東幕下8枚目 4–3             | 西幕下5枚目 4–3         | 西幕下3枚目 5–2             |
| 1984年 （昭和59年） | 西十両11枚目 9–6        | 東十両6枚目 8–7         | 東十両6枚目 7–8         | 東十両8枚目 5–10            | 東幕下2枚目 2–5         | 西幕下16枚目 3–4            |
| 1985年 （昭和60年） | 西幕下25枚目 4–3        | 東幕下15枚目 優勝 7–0   | 東十両13枚目 7–8        | 西幕下筆頭 4–3              | 西十両12枚目 8–7        | 東十両10枚目 5–10           |
| 1986年 （昭和61年） | 西幕下筆頭 4–3          | 東幕下筆頭 1–6          | 東幕下25枚目 4–3        | 西幕下18枚目 6–1            | 東幕下5枚目 4–3         | 西幕下2枚目 3–4             |
| 1987年 （昭和62年） | 西幕下5枚目 6–1         | 西十両12枚目 9–6        | 東十両7枚目 9–6         | 東十両4枚目 9–6             | 西十両筆頭 8–7          | 東十両筆頭 6–9              |
| 1988年 （昭和63年） | 西十両4枚目 10–5        | 東前頭14枚目 9–6        | 東前頭9枚目 8–7         | 西前頭3枚目 5–10            | 西前頭9枚目 11–4 敢     | 西前頭2枚目 6–9             |
| 1989年 （平成元年） | 東前頭5枚目 8–7         | 東前頭2枚目 5–10        | 東前頭7枚目 8–7         | 東前頭3枚目 7–8             | 東前頭4枚目 8–7 ★       | 東前頭筆頭 4–11             |
| 1990年 （平成2年） | 東前頭7枚目 8–7         | 西前頭3枚目 5–10        | 東前頭6枚目 8–7         | 東前頭2枚目 4–11            | 東前頭11枚目 10–5       | 東前頭3枚目 5–10            |
| 1991年 （平成3年） | 西前頭8枚目 8–7         | 東前頭4枚目 6–9         | 東前頭10枚目 8–7        | 西前頭6枚目 1–2–12          | 東十両2枚目 8–7         | 西十両筆頭 7–8              |
| 1992年 （平成4年） | 東十両4枚目 9–6         | 西前頭16枚目 6–9        | 西十両3枚目 9–6         | 東前頭16枚目 6–9            | 東十両2枚目 8–7         | 西前頭15枚目 5–10           |
| 1993年 （平成5年） | 東十両6枚目 7–8         | 東十両8枚目 8–7         | 西十両6枚目 8–7         | 西十両4枚目 5–10            | 西十両9枚目 7–8         | 東十両12枚目 8–7            |
| 1994年 （平成6年） | 西十両7枚目 2–6–7       | 西幕下10枚目 4–3        | 東幕下5枚目 4–3         | 西幕下3枚目 2–5             | 西幕下15枚目 1–6        | 引退 0–0–0                  |
| 各欄の数字は、「勝ち-負け-休場」を示す。 優勝 引退 休場 十両 幕下 三賞：敢=敢闘賞、殊=殊勲賞、技=技能賞 その他：★=金星 番付階級：幕内 - 十両 - 幕下 - 三段目 - 序二段 - 序ノ口 幕内序列：横綱 - 大関 - 関脇 - 小結 - 前頭（「#数字」は各位内の序列） |                         |                         |                         |                             |                         |                             |

### 幕内対戦成績
| 力士名               | 勝数 | 負数 | 力士名           | 勝数 | 負数 | 力士名   | 勝数 | 負数 | 力士名           | 勝数 | 負数 |
| -------------------- | ---- | ---- | ---------------- | ---- | ---- | -------- | ---- | ---- | ---------------- | ---- | ---- |
| 安芸乃島（安芸ノ島） | 2    | 7    | 曙               | 0    | 2    | 朝潮     | 1    | 2    | 旭富士           | 0    | 9    |
| 板井                 | 3    | 3    | 恵那櫻           | 4    | 5    | 巨砲     | 5    | 2    | 大乃花           | 1    | 0    |
| 大若松               | 1    | 0    | 小城ノ花         | 1    | 4    | 春日富士 | 3    | 2    | 北勝鬨           | 6    | 0    |
| 騏ノ嵐               | 1    | 0    | 旭豪山           | 0    | 1    | 旭道山   | 7    | 1    | 霧島             | 2    | 9    |
| 起利錦               | 4    | 4    | 麒麟児           | 1    | 1    | 久島海   | 3    | 2    | 剣晃             | 1    | 0    |
| 高望山               | 3    | 0    | 琴稲妻           | 5    | 3    | 琴ヶ梅   | 3    | 7    | 琴椿             | 1    | 1    |
| 琴錦                 | 3    | 5    | 琴ノ若（琴の若） | 2    | 1    | 琴富士   | 8    | 4(1) | 琴別府           | 0    | 1    |
| 小錦                 | 3    | 8    | 逆鉾             | 3    | 4    | 佐田の海 | 1    | 0    | 薩洲洋           | 2    | 4    |
| 陣岳                 | 3    | 5    | 太寿山           | 7    | 4    | 大翔鳳   | 0    | 1    | 大翔山           | 1    | 2    |
| 大善                 | 0    | 1    | 大徹             | 0    | 2    | 貴闘力   | 2    | 1    | 貴ノ浪           | 0    | 1    |
| 貴乃花（貴花田）     | 1    | 0    | 孝乃富士         | 9    | 3    | 隆三杉   | 0    | 4    | 多賀竜           | 5    | 3    |
| 大刀光               | 1    | 0    | 立洸             | 2    | 0    | 玉海力   | 0    | 1    | 玉龍             | 1    | 0    |
| 千代の富士           | 0    | 10   | 常の山           | 0    | 2    | 寺尾     | 4    | 6    | 時津洋           | 0    | 1    |
| 栃司                 | 4    | 2    | 栃乃和歌         | 2    | 1    | 巴富士   | 3    | 0    | 豊ノ海（貴ノ浜） | 5    | 2    |
| 南海龍               | 1    | 2    | 富士乃真         | 2    | 2    | 北天佑   | 0    | 6    | 北勝海           | 1    | 8    |
| 舞の海               | 0    | 1    | 前乃臻           | 1    | 1    | 益荒雄   | 2    | 1    | 三杉里           | 3    | 3    |
| 水戸泉               | 3    | 3    | 龍興山           | 0    | 1    | 両国     | 3    | 3    | 若瀬川           | 4    | 5    |
| 若乃花（若花田）     | 2    | 0    | 和歌乃山         | 0    | 1    |          |      |      |                  |      |      |

## 改名歴
- 野口 明宏（のぐち あきひろ）1975年5月場所-1978年5月場所
- 大三杉 明宏（おおみすぎ-）1978年7月場所-1982年3月場所
- 花乃国 明宏（はなのくに-）1982年5月場所-1984年11月場所
- 野口 明宏（のぐち-）1985年1月場所-1985年3月場所
- 花乃国 明宏（はなのくに-）1985年5月場所-1986年7月場所
- 花ノ国 明宏（はなのくに-）1986年9月場所-1994年9月場所